# Palais Anitchkov
Le palais Anitchkov (en russe : Аничков дворец, Anitchkov dvorets) est un ancien palais impérial situé à Saint-Pétersbourg (Russie) au croisement de la perspective Nevski et du canal de la Fontanka.

## Historique

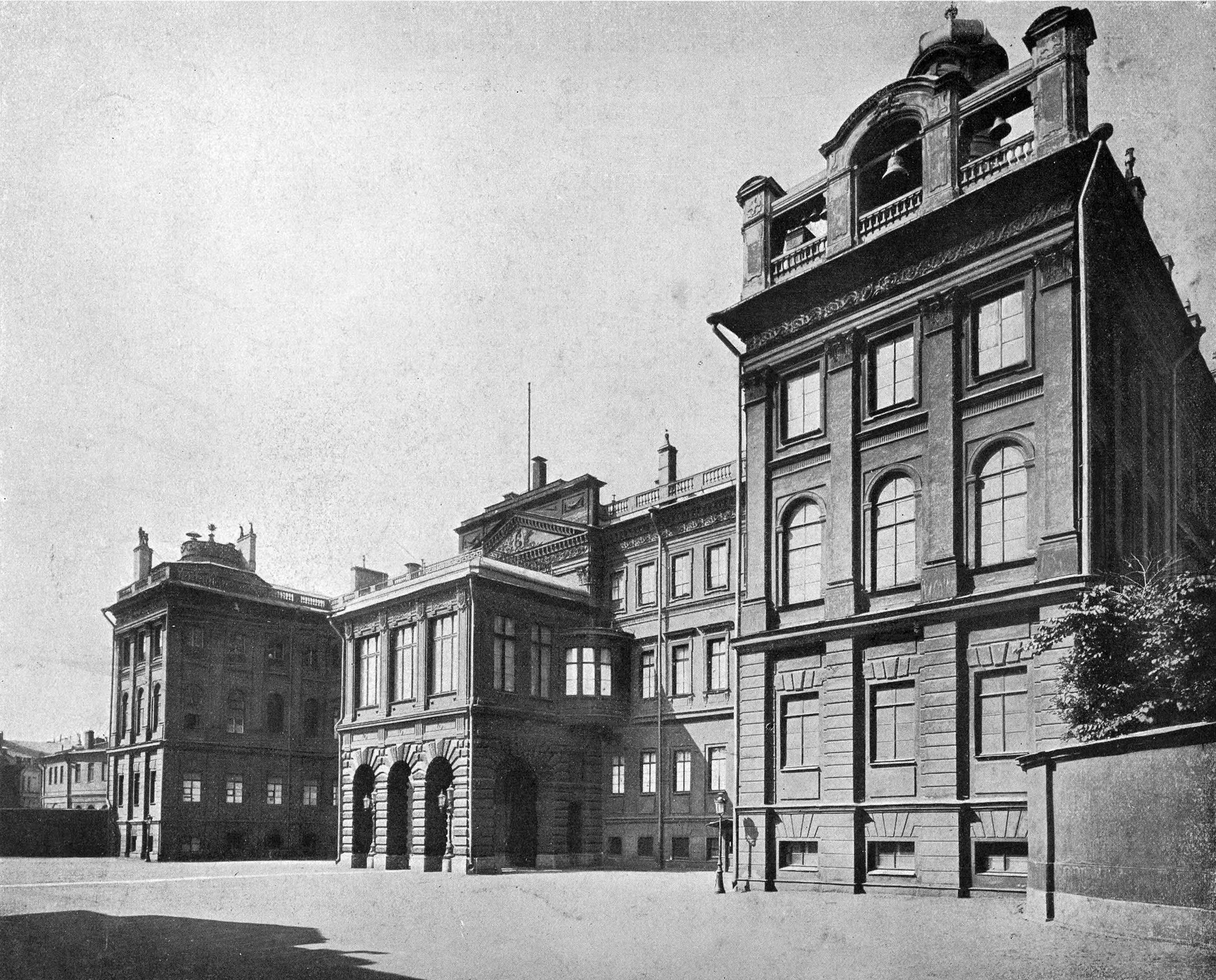
Le palais dans les années 1890.

Le palais est situé sur un terrain qui avait initialement appartenu à Anton de Vieira (en), un des étrangers qui faisaient partie du cercle rapproché de Pierre le Grand. Le palais tient son nom du pont Anitchkov qui traverse à cet endroit la Fontanka. Il a été construit dans un style baroque flamboyant pour servir de résidence principale à la future impératrice Élisabeth. Il a peut-être été conçu par les architectes Bartolomeo Rastrelli et Mikhaïl Zemtsov, mais on ne dispose pas de preuve. La façade fait face à la Fontanka, initialement relié à l'ancienne rivière du même nom.
Les travaux de construction durèrent treize ans et lorsqu'ils furent achevés en 1754, le palais fut offert par l'impératrice à son favori et quasi époux le comte Alexis Razoumovsky. Après le décès de celui-ci, le palais revint dans le domaine impérial mais fut aussitôt offert par la Grande Catherine à son favori le prince Grigori Potemkine. L'architecte Ivan Starov fut chargé en 1778-1779 d'effectuer d'importantes modifications pour en faire un bâtiment de style néoclassique. Le palais fut doté à la même époque d'un jardin conçu par le paysager anglais William Hould.
Après le décès de Potemkine, le palais fut rendu à la couronne. Les dernières modifications importantes furent effectuées sous le règne de l'empereur Alexandre Ier par Giacomo Quarenghi qui réalisa la salle du cabinet impérial le long de la perspective Nevski. Ce dernier bâtiment fut construit dans un style rigoureusement néoclassique qui pour certains s'accommode mal avec le reste du palais. Trois ans plus tard, Alexandre céda le palais à sa sœur la grande duchesse Hélène. Plusieurs architectes ont travaillé par la suite sur le bâtiment dont l'intérieur était régulièrement refait.
Le futur Alexandre III insuffla une nouvelle vie au palais. C'est là que son fils, le dernier empereur russe Nicolas II, passa ses années d'enfance.
Ce fut le cadre de nombreuses célébrations familiales, dont le mariage de la nièce de Nicolas, Irène de Russie, avec le prince Félix Youssoupov en 1914. On a souvent dit que la famille du dernier empereur, lorsqu'elle devait aller en ville - puisqu'elle résidait habituellement à Tsarskoïe Selo - préférait les appartements chaleureux du palais Anitchkov à sa résidence officielle au palais d'Hiver ; mais c'est la mère de l'empereur, Marie Féodorovna qui séjournait alors dans ce palais. Elle y résida jusqu'à la révolution de Février, date à laquelle le ministère de l'approvisionnement s'y installa.
Après la révolution d'Octobre, le palais Anitchkov fut nationalisé et devint un musée de la ville. À compter de 1934, devenu le palais des jeunes pionniers, il accueillit plus de cent clubs de jeunes et 10 000 enfants. Aujourd'hui, bien qu'il existe un petit musée à l'intérieur du palais, celui-ci ne peut normalement pas être visité par les touristes, mais ses salons sont souvent loués pour des réceptions.

## Illustrations

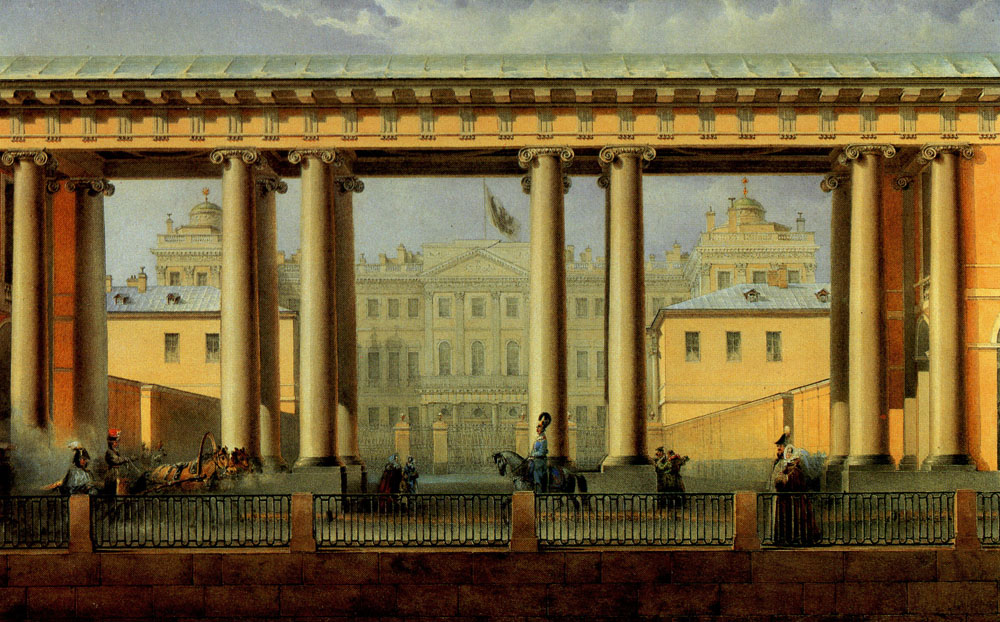
Le palais dans les années 1830 : après sa conversion au style néoclassique.
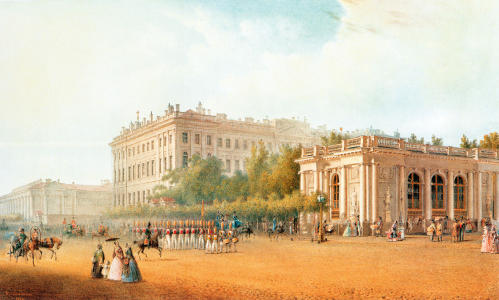
Le palais au milieu du XIXe siècle.
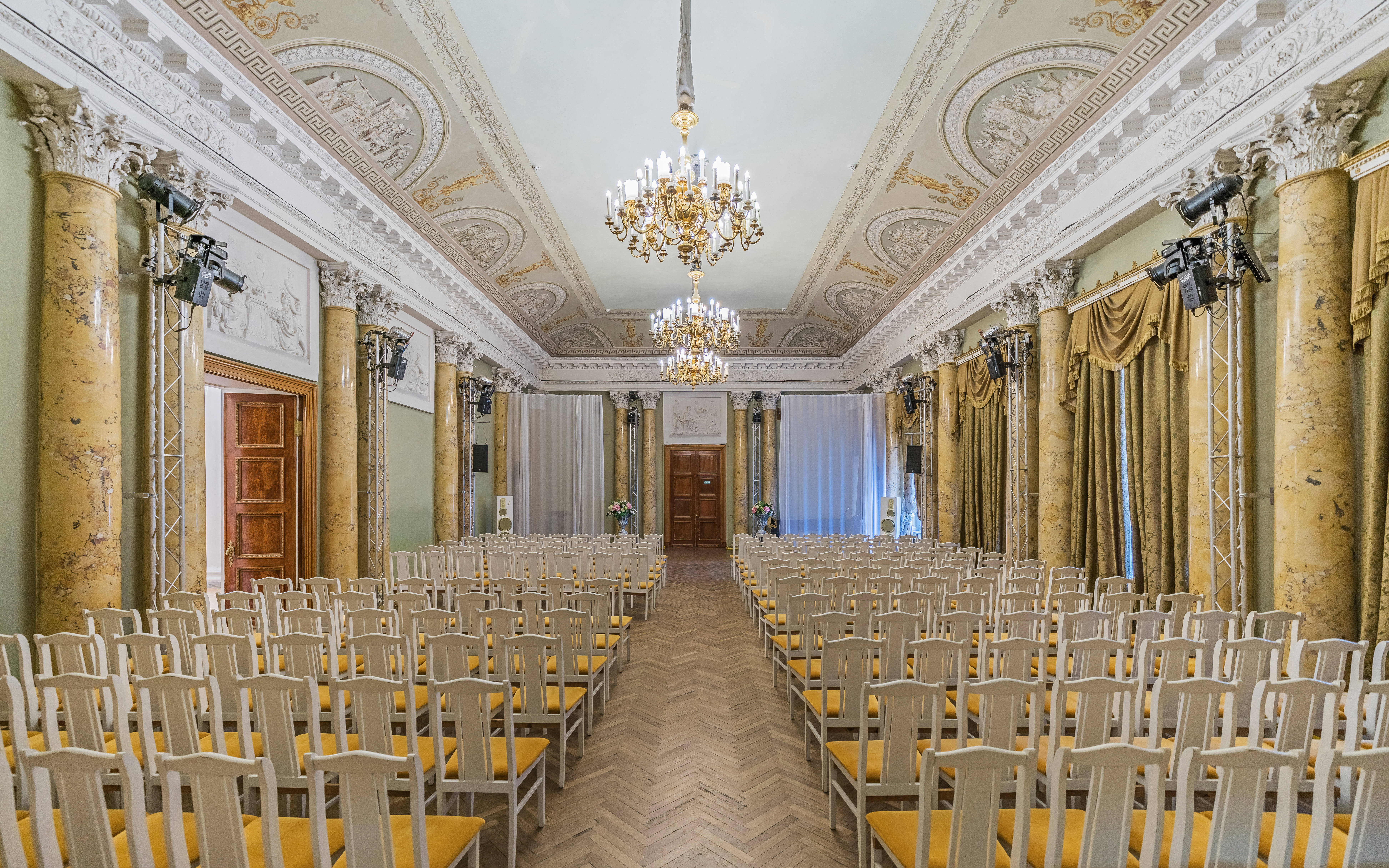
Intérieur d'une des salles.
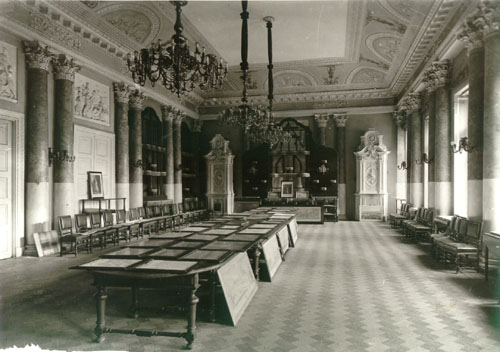
Intérieur d'une des salles au début du XXe siècle.
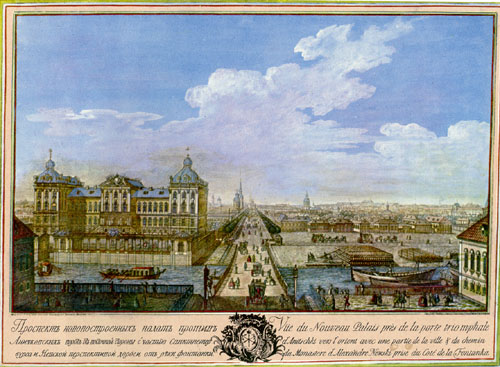
Pont et palais Anitchkov en 1753.